# Krocktest

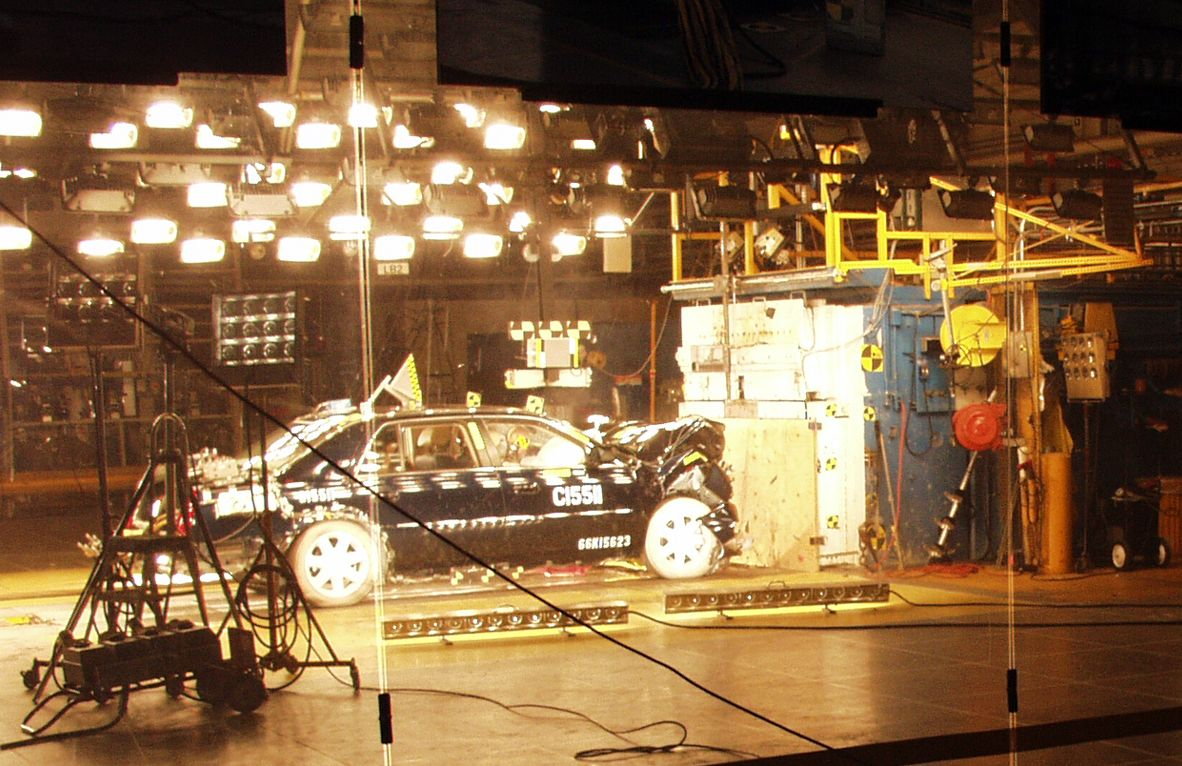
Ett krocktest av GM

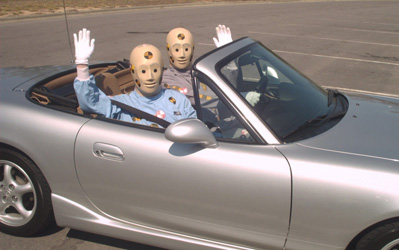
Dockorna Vince och Larry som framträdde i en serie samhällsinformation under 1980- och 1990-talet som förtydligade hur viktigt säkerhetsbältet är.

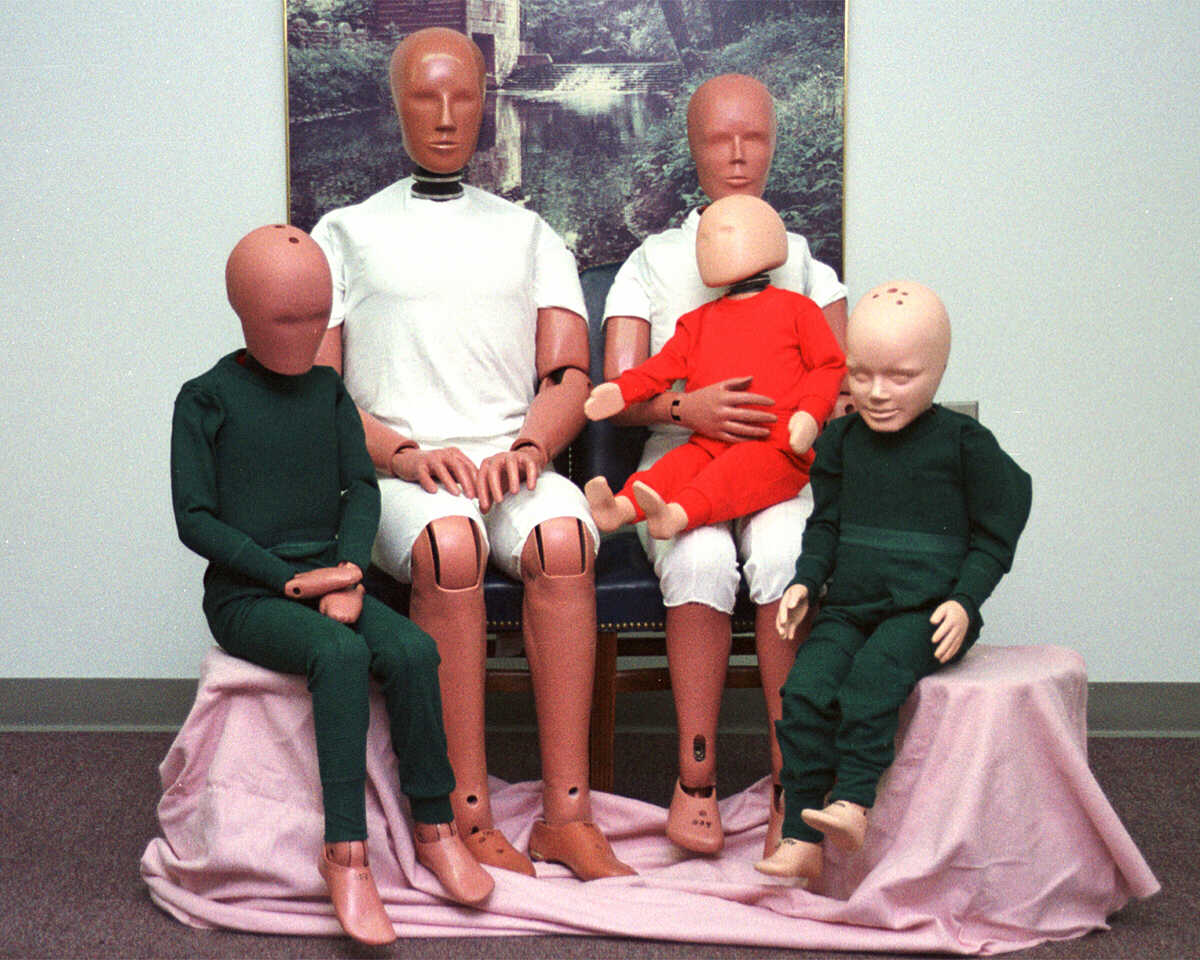
Krocktestdockor

Ett krocktest är ett slags förstörande provning som ofta används för att säkerställa krocksäkerheten och krockkompatibiliteten bland formgivningsstandarden hos bilar eller liknande objekt.

## Typer
- Frontala krockar framifrån är den metod att testa krocksäkerheten som de flesta människor först tänker på när de frågas om ett krocktest. Testet utgörs vanligtvis av kollisioner med en solid betongvägg vid en viss fart, men kan även utgöras av kollisioner mellan två bilar. SUVar har den senaste tiden slutat användas i testen, på grund av att de ofta är så höga.
- Offset-testet är ett test där bara delar av bilens front kolliderar med en barriär (bil). De testen är viktiga, då kollisionsstyrkor (ungefärligen) inte förändras, som med en frontal krock framifrån, men en mindre del av bilen absorberar styrkan. I verkligheten motsvaras testet av tillfällen när bilar svänger in i fel körfil, med bilar kommande mot sig. Testerna utförs av IIHS och EuroNCAP.
- Krocktest från sidan: Olyckor från sidan bidrar väldigt ofta till dödsoffer, då bilar inte har en speciell deformationszon på sidan som absorberar kollisionsstyrkan innan någon skadas.
- Test med bilar som slår runt testar bilars förmåga (speciellt stolparna som håller uppe taket) att stödja sig själv i en dynamisk kollision. Nyligen har dynamiska test föreslagits i motsats till statiska krocktester.[1]
- Krocktester om vägkanter används för att försäkra att vägräckesbalkar och krockkuddar skyddar förare och passagerare från vägkantsfaror, och även att försäkra att skyddsräcken, skyltar, ljuslyktor och liknande tillbehör inte utgör en fara för förare och passagerare.
- Det finns tester där man testar gamla, stora bilar mot små, nya bilar, eller två olika generationer av samma bilmodell.[2][3] Testerna görs för att visa krocksäkerhetens förbättring.

## Testkörare
- National Highway Traffic Safety Administration (NHTSA) i USA
- European New Car Assessment Programme (EuroNCAP) i Europa
- Insurance Institute for Highway Safety (IIHS) i USA
- Australasian New Car Assessment Program (ANCAP) i Australasien
- Allgemeiner Deutscher Automobil-Club (ADAC) i Tyskland[4]
- JNCAP i Japan
- C-NCAP i Kina

## Datainsamling

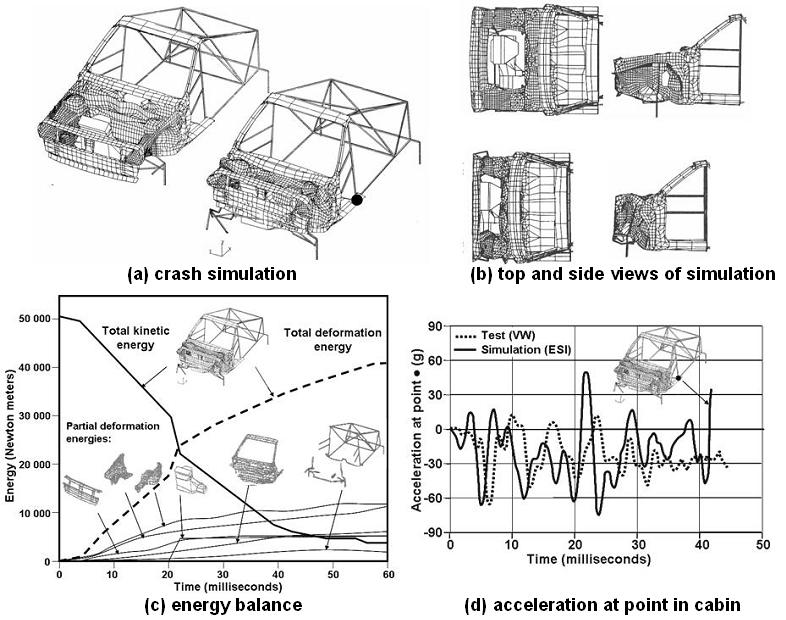
Krocktestsdiagram

Krocktest utförs under stränga vetenskaps- och säkerhetsstandarder. Varje test är väldigt dyrt, så maximal mängd data måste tas från varje test. Vanligtvis kräver testet datainsamlare med hög hastighet, åtminstone en ellipsoid accelerometer och en krockdocka, men ofta mer.
Exempel på organisationer som utför tester är bland annat Väg- och vattenbyggnadslinjerna vid Monash University i Australien, som rutinmässigt utför tester för vägräckesbalkars säkerhet och formgivning.

## Konsumenters respons
- 1998 fick Rover 100 en stjärna i kategorin vuxna passagerare i EuroNCAPs krocktest. Försäljningen kollapsade och den arton år gamla formgivningen skrotades.
- 2005 blev Chevrolet Aveo/Holden Barina uppmärksammad i europeiska och australiska medier genom att bara få två stjärnor i krocktestet, vilket resulterade i mindre sålda bilar och visade tydligt hur viktigt bilens krocksäkerhet är på marknaden. Resultatet, och beslutet av Holden att släppa bilen på australiska marknaden, resulterade i en stor mängd negativ publicitet.[5]
- Den andra generationen Isuzu Trooper (1995–1997) klassades som "oacceptabla" av Consumer Reports för deras tendens att slå över under testerna. Efter rapporten lades produktionen av bilen ner efter två år.